# エスタジオ・オンジ・デ・ノヴェンブロ
エスタジオ・ナシオナル・オンジ・デ・ノヴェンブロ（ポルトガル語:Estádio Nacional 11 de Novembro）は、アンゴラの首都、ルアンダにある多目的スタジアム。オンジ（onze、オンゼとも）はポルトガル語で11、ノヴェンブロは11月を意味する。つまりこのスタジアム名を日本語訳すると11月11日国立競技場ということになる。11月11日はアンゴラの独立記念日である。ジラボーラに所属しているいくつかのクラブが本拠地として使用している。サッカーアンゴラ代表の本拠地でもある。

## 歴史
アンゴラで開催されたアフリカネイションズカップ2010に向けて建設された。同大会では開幕戦、決勝戦をふくむ9試合が開催された。